# Doris Ferrer
Fortunata Doris Ferrer Manrique (Yauyos, 11 de junio de 1967) es una cantante y compositora peruana. Es considerada como una de las intérpretes de la música andina vernacular, contando con una amplia trayectoria artística.

## Biografía
Nació el 11 de junio de 1967; bajo el nombre completo de Fortunata Doris Ferrer Manrique. Proveniente de una familia de clase baja, vivió sus primeros años en su ciudad natal Yauyos, provincia del mismo nombre, departamento de Lima. Estudió la carrera de obstetricia en la Universidad Nacional Mayor de San Marcos, tras haber recibido una beca por su desempeño académico, donde no llegó a concluirla.
A finales de los años 1980, comenzaría una carrera musical, desempeñándose en el género del huayno con arpa. Durante sus inicios como cantante se destacó como intérprete de las canciones «Contigo aprendí», «Incomprensión» y «Me engañaste».
En el año 2004 lanzó su disco La Yauyinita de Oro éxitos de oro, adicionando sus otros proyectos La Yauyinita de Oro y Linda Yauyinita. Durante esa época, interpretó sus siguientes sencillos «Por el camino que voy», «Casualidad» y «Tomando cervecita». Ferrer realizó giras nacionales por algunas ciudades del Perú y en conciertos populares en Lima.
En mayo de 2009 anunció su retorno a la música tras cinco años, luego de haber sufrido un accidente de tránsito durante una gira musical en 2004, con lo que fue llevada a rehabilitación más tarde. Como parte de su regreso, se presentó en un concierto en Huancayo por celebración del Día de la Madre. Al año siguiente, participó en el concierto de Amanda Portales, donde ambas interpretaron temas a dúo.
En el año 2019, se presentó al programa musical Mi folclore Perú del canal FullRitmo, donde recibió un homenaje a su trayectoria artística.
Ya para 2022, Ferrer lanzó su álbum inédito Gracias a Dios vuelvo a cantar, comprendiendo los nuevos materiales: «Vuelvo a cantar», «¿Dónde están mis amigos?» y «Llora mi pueblo».
En el año 2023, fue condecorada por el Gobierno Regional de Lima con el título de Hija Predilecta de Yauyos, por parte de la presidenta regional Rosa Vásquez Cuadrado, en una reunión en el Congreso de la República del Perú.

## Discografía

### Álbumes de estudio
- 2022: Gracias a Dios vuelvo a cantar
- 2023: En concierto

## Reconocimientos
- «Hija Predilecta de Yauyos» por parte del Gobierno Regional de Lima (2023)